# Jean-Pierre Abel-Rémusat
Jean-Pierre Abel-Rémusat (ur. 5 września 1788 w Paryżu, zm. 2 czerwca 1832) – francuski lekarz i sinolog. Był autorem wielu ważnych prac sinologicznych, mimo że język chiński usłyszał dopiero 3 lata przed śmiercią.

## Życiorys
Urodził się w Paryżu jako syn lekarza. W dzieciństwie ojciec nauczył go łaciny. Ukończył studia medyczne.
W 1805 roku u pewnego paryskiego kolekcjonera antyków zobaczył bogato ilustrowaną książkę Flora sinensis Michała Boyma. Jak sam później wspominał, wydarzenie to wzbudziło jego zainteresowanie Chinami. Samodzielnie zaczął uczyć się języka chińskiego. Jego praca doktorska, Dissertatio de glossosemeiotica, była oparta na traktacie Boyma dotyczącym chińskiej diagnostyki chorób na podstawie zmian w wyglądzie języka.
Po bezskutecznej próbie uzyskania dostępu do chińskich słowników zgromadzonych w Bibliotece Królewskiej, Rémusat opracował w 1808 roku własny słownik. W 1811 wydał swoją pierwszą pracę Essai sur la langue et la literature chinoise, która zwróciła na niego uwagę francuskich uczonych i w rezultacie Rémusat otrzymał dostęp do Biblioteki Królewskiej, gdzie powierzono mu skatalogowanie chińskich książek i rękopisów.
W 1822 roku wraz z Silvestrem de Sacy założył Société Asiatique, którego był wieloletnim sekretarzem i prezydentem. Wraz z Juliusem Klaprothem wydawał Journal asiatique i Mélanges asiatiques.
Interesował się chińską filozofią, w szczególności konfucjanizmem i taoizmem. Był autorem pierwszego ważnego eseju na temat taoizmu, Sur la vie opinions de Lao Tseu. Jego najważniejsza praca De la philosophie chinoise ukazała się dopiero po jego śmierci, w 1843 roku.
Mimo ogromnego wkładu w rozwój sinologii Rémusat po raz pierwszy usłyszał język chiński na własne uszy dopiero w 1829 roku, gdy podczas pobytu w Drukarni Królewskiej w Paryżu spotkał Chińczyków.